# Das Jahr der Wildnis
Das Jahr der Wildnis (Originaltitel: Our Planet) ist eine fünfteilige Langzeitdokumentarfilmreihe aus dem Jahre 2009 von Daniela Pulverer und Jayne Edwards. Acht Kamerateams waren 365 Tage lang rund um den Planeten unterwegs um beeindruckende Naturschauspiele zu dokumentieren. Die fünf Folgen beziehen sich auf jeweils zwei bis drei Monate eines Jahres.

## Folgen
1. Januar bis März (Deutsche Erstausstrahlung: 25. Januar 2010)
2. April bis Juni (Deutsche Erstausstrahlung: 26. Januar 2010)
3. Juli bis August (Deutsche Erstausstrahlung: 27. Januar 2010)
4. September bis Oktober (Deutsche Erstausstrahlung: 28. Januar 2010)
5. November bis Dezember (Deutsche Erstausstrahlung: 29. Januar 2010)

## Produktion
Die Dokumentation wurde von Daniela Pulverer und Jayne Edwards des multinationalen Unternehmens Off The Fence in Zusammenarbeit mit dem südafrikanischen Unternehmen Earth Touch, in Deutsch für arte und in Englisch für den internationalen Vertrieb produziert. Regie führten Allison Bean, Ralf Blasius und Ellen Windemuth.

## Kritik
Jana Schulze schrieb auf der Webseite der Frankfurter Rundschau: „[…] Arte zeigte „Das Jahr der Wildnis“ – ein viel zu schnöder Titel, den sie da ausgesucht [haben] für diese beeindruckende Bilderkomposition. In vier Kapiteln zeigt diese Langzeitdokumentation, wie die Tier- und Pflanzenwelt rund um den Globus tickt, wie sie atmet, lebt und bebt.“ Der Teleschau-Mediendienst lobte die „beeindruckenden Nahaufnahmen“ und die „spannenden Informationen über den Kreislauf der Natur“. Die Reihe sei „Nichts Neues, aber jederzeit packend.“